# HousingAnywhere
HousingAnywhere es una plataforma de alquiler de medio plazo fundada en 2009 y con sede central en Róterdam, Países Bajos. La empresa se especializa en poner en contacto a  estudiantes y profesionales internacionales con proveedores de alojamiento a través de su plataforma online, que incluye un sistema de reservas y pagos.

## Historia
En 2009, el fundador de HousingAnywhere, Niels Van Deuren, estaba estudiando Administración de Empresas Internacionales en la Rotterdam School of Management. El grado incluía un semestre de intercambio en la Universidad Nacional de Singapur. Fue entonces cuando tuvo dificultades para encontrar una habitación en Singapur a la vez que subarrendaba la que tenía en los Países Bajos. Así se le ocurrió la idea de HousingAnyhwere y creó HousingAnywhere.com, un foro de mensajería entre estudiantes para subarrendar habitaciones. En los años siguientes, la plataforma amplió sus servicios a otros países de Europa, como España, Francia, Alemania y Dinamarca. El modelo de negocio de HousingAnywhere se basaba en vender suscripciones a las universidades a cambio de una cuota. Las universidades promocionaban los servicios a través de sus propios canales de comunicación para que los estudiantes pudieran ver los alojamientos disponibles. Los estudiantes que disponían de alojamiento y estaban a punto de embarcarse en un intercambio anunciaban sus propiedades en la plataforma, mientras que los estudiantes interesados respondían con sus requisitos.
En 2014, la plataforma desarrolló su propio sistema de reservas integrado, lo que transformó un foro de mensajería entre estudiantes en una plataforma de alquiler basada en un modelo de reservas. Djordy Seelmann, el actual director general de HousingAnywhere, nombrado en 2018, participó desde el principio en el desarrollo del producto para la integración del sistema de reservas en la plataforma.
En 2015, HousingAnywhere obtuvo financiación por primera vez en una ronda de financiación inicial, seguida de una ronda de financiación de Serie A de 5 millones de euros de la empresa de capital riesgo henQ y Real Web, operador de immobiliare.it, en 2017.
En 2017, HousingAnywhere fue reconocida como la 4ª empresa más innovadora de los Países Bajos y la 1ª de Róterdam por la Cámara de Comercio Holandesa.
En 2018, la empresa recibió una financiación de serie B de 6 millones de euros liderada por Vostok New Ventures, junto con los inversores existentes Real Web y henQ.
HousingAnywhere recaudó 24 millones de euros en financiación de serie C y adquirió la empresa Kamernet para ampliar su presencia en los Países Bajos y otros países europeos en 2021.
En junio de 2023, HousingAnywhere se expandió a ciudades del Reino Unido y Estados Unidos. También obtuvo 8 millones de euros de financiación de deuda de BNP Paribas en 2023.
En 2023, obtuvo el puesto 21 en el ranking Deloitte Tech Fast 50 de los Países Bajos y en 2022, el puesto 36. La empresa recibió el reconocimiento de DISQ en 2023, 2022 y 2021.

### Adquisiciones
| # | Fecha         | Empresa                               | Notas                                                                                                | Ref(s).              |
| 1 | Enero de 2020 | Studenten-WG                          | Página web alemana de anuncios clasificados con tres millones de usuarios y 20.000 anuncios activos. | [ 29 ] [ 30 ]        |
| 2 | Marzo de 2020 | Rentmate                              | Plataforma islandesa de alquiler                                                                     | [ 31 ]               |
| 3 | 2021          | StanzaZoo                             | Plataforma italiana de anuncios clasificados                                                         | [ 32 ] [ 33 ] [ 34 ] |
| 4 | 2021          | Kamernet                              | Plataforma holandesa de alojamiento para estudiantes                                                 | [ 16 ] [ 17 ] [ 18 ] |
| 5 | 2022          | Studapart (participación mayoritaria) | Plataforma francesa de alojamiento para estudiantes                                                  | [ 35 ] [ 36 ]        |

## Actividades
HousingAnywhere es una plataforma de alquiler de medio plazo que permite a estudiantes y profesionales internacionales encontrar viviendas en el extranjero. La plataforma permite ver, reservar y alquilar en línea, así como cobrar otras tarifas a través de un sistema de pago. Tiene su sede central en Róterdam y opera en 125 ciudades de Estados Unidos y Europa. Trabaja con más de 300 universidades asociadas y, junto con sus otras marcas Kamernet y Studapart, tiene más de 30 millones de usuarios al año.
HousingAnywhere tiene tres marcas: HousingAnywhere, Kamernet (adquirida en su totalidad) y Studapart (participación mayoritaria).
Djordy Seelmann es el director general desde abril de 2018. En 2023, Jim Bijwaard fue nombrado director de operaciones y Erik Gruwel, director financiero.
En marzo de 2022, HousingAnywhere puso en marcha una plataforma de alojamiento dedicada a apoyar a las personas desplazadas por la guerra en Ucrania.